# Sierra (スーパーコンピュータ)
Sierra (シエラ) またはATS-2は、ローレンス・リバモア国立研究所にあるスーパーコンピュータである。国家核安全保障局の次世代先端技術システムとして運用されている。Sierraのアーキテクチャは、オークリッジ国立研究所のSummitのものと非常に似ている。SierraはIBM POWER9とNVIDIA Tesla V100を使用している。
Sierraのノードは、1つのCPUに対して3つのGPUを持つように計画されていたが、1つのCPUに対して2つのGPUを持つWitherspoon S922LC OpenPOWERサーバを採用した。これらのノードは、Mellanox EDR InfiniBandで接続されている。